# 貝塚市立葛城小学校
貝塚市立葛城小学校（かいづかしりつ かつらぎしょうがっこう）は、大阪府貝塚市木積にある公立小学校。貝塚市最南端の小学校である。

## 沿革
- 1908年4月 - 西葛城尋常高等小学校が開校（西葛城村木積尋常小学校、三ヶ山尋常小学校、西葛城高等小学校を統合）
- 1939年4月 - 町村合併に伴い貝塚葛城尋常高等小学校へ改称
- 1941年4月 - 国民学校令により、貝塚葛城国民学校に改称
- 1941年5月 - 地元民による現在地の寄付を受け、新校舎の建設工事を着工
- 1943年5月 - 市制施行により、貝塚市葛城国民学校へ改称
- 1945年4月 - 現在地に移転（新校舎竣工）
- 1947年4月 - 学制改革により、貝塚市立葛城小学校へ改称
- 1949年12月 - 校舎1棟8教室竣工

## 通学区域
- 貝塚市[1]
  - 三ケ山、木積（一部木島小校区もあり）、馬場、秬谷、大川、蕎原、森（一部）、三ツ松（一部）

## 進学先中学校
- 貝塚市立第三中学校[1]

## 校区内の主な施設
- 水間寺（水間観音）
- 釘無堂（孝恩寺）
- 貝塚インターチェンジ

## 交通アクセス
- 水間鉄道水間線 水間観音駅下車